# Bloch MB.131
Блох MB.131 (фр. Bloch MB.131) — двомоторний розвідник/середній бомбардувальник виробництва французької авіакомпанії Bloch.

## Історія створення
Двомоторний розвідник-бомбардувальник розроблявся з 1935 року під керівництвом М. Блоха. Прототипи не виготовлялись, перші літаки відразу були серійними. Перший політ 12 серпня 1936 року був здійснений з двигунами GR 14K потужністю 900 к.с., але пізніше двигуни замінили на потужніші GR 14N10/11. Також під час випробувань були внесені зміни в конструкцію — 20-мм гармата в носовій турелі була замінена на 7,5-мм кулемет а нижня висувна турельна установка була замінена на засклену гондолу. Масове серійне виробництво почалось в квітні 1938 року, а до жовтня 1939 року було побудовано 122 літаки.

## Основні модифікації
- MB.131 — оснащувались двигунами GR 14N10/11 потужністю 950 к.с.
  - MB.131R4 — розвідувальний варіант без бомбового озброєння. (13 екз.)
  - MB.131RB4 — бомбардувально-розвідувальний варіант.
  - MB.131Ins — навчальний варіант з подвійним керуванням (5 екз.)

## Історія використання
1 вересня 1939 року MB.131 стояли на озброєнні 7 розвідувальних груп, шість з яких було в Франції, а одна в Північній Африці. В перші місяці війни їх використання обмежувалось розвідувальними польотами над Сааром, Пфальцом і долиною Дунаю. Як бомбардувальники MB.131 так і не були використані, оскільки до травня 1940 року були замінені новішими літаками. Тільки африканська група GR I/61 продовжувала літати на MB.131, але проводила виключно розвідку.
В ВПС режиму Віші вцілілі MB.131 використовувались як буксири повітряних мішеней.

## Тактико-технічні характеристики

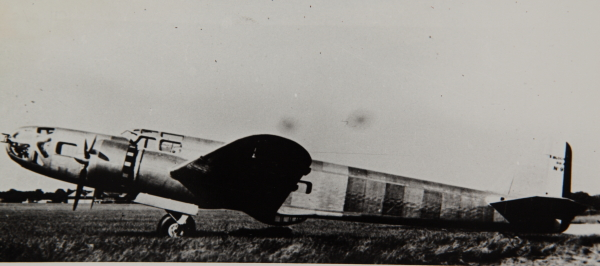

### Технічні характеристики
- Довжина: 17,85м
- Висота: 5,23 м
- Розмах крила: 20,27 м
- Площа крила: 54,78 м²
- Маса порожнього: 4691 кг
- Маса спорядженого: 7912 кг
- Максимальна злітна маса: 8600 кг
- Двигуни: 2 × Gnome-Rhône 14N10/11
- Потужність: 2 × 950 к. с.

### Льотні характеристики
- Максимальна швидкість: 350 км/год
- Дальність польоту:
  - нормальна: 1000 км
  - максимальна: 1300 км
- Практична стеля: 7250 м
- Час підйому на 4000 м: 13 хв

### Озброєння
Захисне
- 1 × 7,5-мм кулемет в верхній турелі
- 1 × 7,5-мм кулемет в носовій установці
- 1 × 7,5-мм кулемет в нижній установці

Бомбове
- нормальне — 800 кг.